# Ріке Герд Гамер
Ріке Герд Гамер (нім. Ryke Geerd Hamer; 17 травня 1935, Меттман, Німеччина — 2 липня 2017, Саннефіорд, Норвегія) — німецький лікар, діяч альтернативної медицини. Засновник «германської нової медицини» — псевдонаукової теорії, що представляла ліки, нібито здатні вилікувати онкологію.

## Життєпис
Гамер народився в місті Меттман, земля Північний Рейн-Вестфалія, 1935 року. У віці 18 років отримав диплом про закінчення вищої школи й розпочав вивчати медицину і теологію в Тюбінгені. 1962 року у Марбурзі склав державний іспит і отримав дозвіл займатися лікарською справою. 1963 року захистив докторську дисертацію на тему: «Дослідження впливу адаптинолу на темнову адаптацію здорового ока». Провівши кілька років при університетських клініках у Тюбінгені та Гайдельберзі, 1972 року Гамер завершив навчання зі спеціалізації в терапії. Запатентував кілька винаходів.
Лікарська ліцензія Гамера була анульована 1986 року. Оскільки він продовжував займатися лікарською практикою, проти нього велося кілька розслідувань за звинуваченнями в недбалості та спричиненні смертей пацієнтів. У 1997—1998 роках був ув'язнений на 12 місяців у Німеччині, а з вересня 2004 до лютого 2006 року відбував покарання у Флері-Мерожис у Франції за шахрайство та лікарську практику без ліцензії.
1981 року Гамер спробував захистити в Тюбінгенському університеті дисертацію на здобуття ступеня габілітованого доктора на тему: «Синдром Гамера та залізне правило раку». Однак рецензенти відхилили працю, вказавши, що вона не має наукового обґрунтування, а її автор не має достатніх знань. Утім, Гамер наполягав на достовірності його системи і заявив, що Трнавський університет у Словаччині підтвердив деякі його теорії. Проте словацький університет заперечив це й відхилив дисертацію Гамера.
До березня 2007 року Гамер проживав в Іспанії: тоді іспанські правоохоронці звинуватили його у відповідальності за десятки смертей, яких можна було запобігти. Станом на 1997 рік Гамер володів клініками в Німеччині, Бельгії, Італії, Австрії та Нідерландах. В останні роки життя проживав у Норвегії. 2016 року німецьке Товариство наукового вивчення паранаук нагородило Гамера сатиричною премією «Золота дошка» за внесок у розвиток псевдонауки. Помер 2 липня 2017 року від інсульту.

## Германська нова медицина
У серпні 1978 року Віктор Еммануїл Савойський, син останнього італійського короля, прострелив ногу 19-річному сину Гамера — Дірку. 7 грудня того ж року він помер. Невдовзі після смерті сина в Гамера виявили рак яєчка, через що 1981 року переніс операцію з його видалення. Гамер вирішив, що між двома подіями існує зв'язок, тому створив псевдонаукову теорію про «германську нову медицину», викладену в його «п'яти біологічних законах»:
1. «Залізне правило»: причиною всіх хвороб є психологічні шокові переживання, коли яка-небудь подія суперечить цінностям та досвіду людини.
2. Двофазова природа хвороби: під час одужання органи відновлюються самостійно, якщо психологічний конфлікт пацієнта, що спричинив хворобу, було вирішено.
3. Ортогенетична система хвороб: різні тканини належать до одного із «зародкових листків», через що один конфлікт може викликати різні симптоми у різних тканинах.
4. Ортогенетична система мікробів: всі інфекції є психосоматичними. На думку Гамера, жоден мікроорганізм не є патогеном, оскільки всі вони діють як «помічники в лікуванні», що з'являються на етапі регенерації. Віруси — це нібито «незавершені молекулярні й амінокислотні сполуки», які влаштовують в клітини у фазі загоєння.
5. «Квінтесенція»: хвороби — це «доцільні біологічні спеціальні програми» (нім. Sinnvolle Biologische Sonderprogramme), що їх запускає сам організм як позитивну реакцію на шокові переживання. Сучасна людина, що проживає в неприродніх, ненатуральних умовах, не може усвідомити користь хвороб.

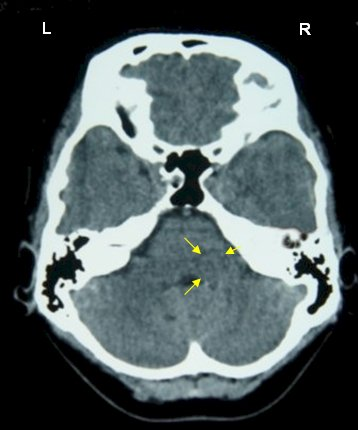
«Гамеровське вогнище» на томографічному знімку головного мозку

Головною причиною усіх хвороб Гамер вважав емоційний конфлікт, який спричиняє «синдром Дірка Гамера». За «гамеровськими вогнищами» на томографічних знімках головного мозку він нібито міг визначати першопричинний конфлікт, його стадію і те, які органи уражені.
Таким чином, на думку Гамера, жодних справжніх хвороб не існує, натомість те, що медицина називає захворюваннями, є «доцільними біологічними спеціальними програмами», до яких належать бактерії, віруси та гриби. Концепція «германської нової медицини» Гамера претендує на те, щоб пояснювати кожну хворобу й лікування, і таким чином заперечує традиційну медицину. За Гамером, лікування завжди полягає у вирішенні психологічного конфлікту, а такі методи як хімієтерапія чи знеболювальні засоби на кшталт морфіну є смертельними. «Закони» «германської нової медицини» не є законами природи чи медицини й суперечать науковому розумінню людської фізіології.

## Критика та жертви
Твердження Гамера не були підтверджені жодним рецензованим медичним журналом; у міжнародній базі даних PubMed немає інформації про дослідження, що підтверджували б «революційні» відкриття Гамера. «Вогнища» на томографічних знімках, за якими Гамер нібито ставив діагнози, є типовими недоліками знімків низької якості. 2001 року Швейцарська онкологічна ліга назвала методи Гамера «небезпечними», такими, що «заколисують пацієнтів та вселяють у них хибне почуття безпеки». Німецьке онкологічне товариство назвало «германську нову медицину» теорією, в основі якої «біографія та сни Гамера» і такою, що «не має наукового чи емпіричного обґрунтування». Практику Гамера стосовно онкологічних захворювань товариство характеризувало як небезпечну й неетичну, оскільки пацієнти з виліковними хворобами, відмовляючись від дієвого лікування, втрачали шанс на одужання, а пацієнти з невиліковними, які потребували паліативної допомоги, — змогу продовжити життя та контроль над больовими симптомами, оскільки Гамер вважав біль необхідним та нормальним елементом одужання.
Німецьке видання «Der Spiegel» в одній зі своїх статей описувало історію 18-річного студента з Гамбурга, що відбулася 1989 року. Юнак скаржився на біль у коліні; у нього виявили рак кісток. Його дядько порадив йому звернутися до «диво-цілителя» Гамера, який наклав йому на ногу гіпс й пообіцяв повне одужання за шість тижнів. Однак біль у студента дедалі посилювався. Хоча він вижив, йому довелося ампутувати ногу. 1995 року у розпалі скандалу з Олівією Пільгар[⇨] Лікарська палата Штирії повідомляла про 40 померлих пацієнтів «Центру нової медицини» Гамера в Бургау. Водночас «Der Spiegel» писав, що з 50 хворих на рак осіб, яких лікував Гамер, вижили тільки 7. 2008 року блогер Аріберт Декерс склав список «жертв германської нової медицини». До нього увійшли записи про 149 осіб, що загинули. 2010 року від раку померла 12-річна Сюзанна, яку також лікували «германською новою медициною». За шість тижнів до її смерті Гамер оголосив, що вона повністю одужала. 2015 року німецька преса обговорювала смерть чотирирічної дівчинки Зіґільд, яка померла 2009 року від поліорганної недостатності. Її батьки, неоязичники-фелкіше, під впливом ідей Гамера відмовлялися давати доньці, що страждала від цукрового діабету, інсулін.

## Справа Олівії Пільгар
1995 року до Гамера звернулися батьки 6-річної австрійської дівчини Олівії Пільгар, яка страждала від пухлини Вільмса — злоякісного новоутворення нирок. Батьки Олівії належали до новітнього релігійного руху Fiat Lux, лідерка якого, швейцарка зі псевдонімом Уріелла, направила їх до Гамера. Він діагностував у дівчинки кілька «конфліктів». Коли батьки Олівії відмовилися від традиційної медикаментозної терапії, австрійський уряд позбавив їх батьківських прав. Після цього вони разом з дочкою втекли до Іспанії, де тоді проживав Гамер.
Внаслідок переговорів, до яких долучився й австрійський президент Томас Клестіль, батьків умовили повернутися до Австрії. За цей час здоров'я Олівії погіршилося. Пухлина значно розрослася й набрала масу в 4 кілограми, заповнивши більшу частину черевної порожнини й тиснучи на легені. Відсутність лікування зменшила оцінювану ймовірність одужання дівчини з 90 % до 10 %. Австрійський суд виніс рішення про проведення традиційного лікування, зокрема хірургічне втручання, хіміє- та променеву терапію. Олівія змогла повністю відновитись внаслідок лікування. Батьки дівчинки були покарані умовним позбавленням волі терміном 8 місяців.

## Антисемітизм і теорії змови
Гамер стверджував, що його метод є «германською» альтернативою традиційної клінічної медицини, яку він вважав частиною «єврейської змови» з метою знищити неєвреїв. Таким чином, Гамер повторив твердження нацистського лікаря Герхарда Вагнера. Він також стверджував, що хімієтерапія та морфін використовуються для «масового винищення» західної цивілізації, тоді як в Ізраїлі, за його словами, такі засоби нібито не використовують. Гамер просував твердження, що більшість німецьких онкологів нібито є євреями і що «в Німеччині жодного єврея не лікують хімієтерапією». За його словами, підшкірні голки використовуються під час цієї процедури нібито з метою встановлення «чипів», які містять «отруту», активовувану супутниками, кінцевою метою чого є вбивство пацієнта. 2009 року Гамер заявив, що кампанія з вакцинації проти свинячого грипу також спрямована на вживлення «чипів» в організми людей. Крім того, він заперечував існування СНІДу. За словами Гамера, заперечення його теорій та анулювання його лікарської ліцензії також пов'язані з «єврейською змовою».
2008 року Гамер представив документ, у якому один з єврейських рабинів, на ім'я Іван Ґетц, підтвердив існування єврейської змови серед єврейських онкологів, що нібито полягала у використанні «тортур» хімієтерапії на всіх пацієнтах-неєвреях, тоді як пацієнти-євреї мали лікуватися «правильно» за допомогою «германської нової медицини». Сам Ґетц, заперечувач Голокосту й учасник руху райхсбюргерів, неодноразово переслідувався в Німеччині за шахрайство, підробку документів, дифамацію та зловживання академічними званнями.

## Праці
- Ryke Geerd Hamer (2000). Summary of the New Medicine. Amici di Dirk. ISBN 84-930091-9-9.
- Ryke Geerd Hamer (2005). Einer gegen alle. Amici di Dirk. ISBN 84-96127-15-X.
- Ryke Geerd Hamer (2004). Krebs und alle sog. Krankheiten. Amici di Dirk. ISBN 84-96127-12-5.
- Ryke Geerd Hamer (1998). Vermächtnis einer Neuen Medizin. Amici di Dirk. ISBN 978-3-926755-00-1.

## Родина
Під час навчання в Тюбінгені познайомився із Зіґрід Ольденбург, з якою пізніше одружився. У їхньому шлюбі народилося двоє дітей:
- Біргіт[de] (нар. 1957) — німецька акторка та фотомодель;
- Дірк (1959—1978) — смертельно поранений у ногу італійським принцом Віктором Еммануїлом[36].